# Liste der Monuments historiques in Tremblay-en-France
Die Liste der Monuments historiques in Tremblay-en-France führt die Monuments historiques in der französischen Gemeinde Tremblay-en-France auf.

## Liste der Bauwerke
| Bezeichnung      | Beschreibung | Standort | Kennzeichnung | Schutzstatus | Datum | Bild           |
| ---------------- | ------------ | -------- | ------------- | ------------ | ----- | -------------- |
| Kirche St-Médard |              | (Lage)   | PA00079965    | Classé       | 1939  | weitere Bilder |
| Zehntscheune     |              | (Lage)   | PA00079966    | Inscrit      | 1939  | weitere Bilder |

## Liste der Objekte
- Monuments historiques (Objekte) in Tremblay-en-France in der Base Palissy des französischen Kultusministeriums